# Raid (sport)
Il raid è un viaggio avventuroso con destinazione prefissata che comporta la percorrenza di una lunga distanza e il superamento di resistenze o limiti naturali, fino a quel momento rispettati o invalicati.
Sia nel campo sportivo sia in quello scientifico, il raid è un'impresa generalmente compiuta con un veicolo a motore, sia esso terrestre, natante o aeromobile, durante la quale viene provata la resistenza e l'abilità del pilota, così come le prestazioni e la robustezza del mezzo meccanico, in situazioni di particolare difficoltà ambientale.
Secondo il mezzo utilizzato prende il nome di "raid aereo", "raid motociclistico", "raid automobilistico" e così via. Più frequentemente, la definizione aggiunta specifica il toponimo del territorio di svolgimento o le località raggiunte, come ad esempio "raid africano", "raid Pechino-Parigi" o "raid aereo Milano-Torino".